# Protula bispiralis
Protula bispiralis är en ringmaskart som först beskrevs av Savigny 1822.  Protula bispiralis ingår i släktet Protula och familjen Serpulidae.
Artens utbredningsområde är havet kring Nya Zeeland. Inga underarter finns listade i Catalogue of Life.